# ライジングインパクト
『ライジングインパクト』は、鈴木央による日本の少年漫画作品。『週刊少年ジャンプ』（集英社）にて1998年52号から1999年16号、1999年27号から2002年12号まで連載された。

## 概要
1999年3月に一度打ち切りの形で連載終了となったが、終了後の反響が大きかったことから、3か月後にストーリーをそのまま引き継いで再連載を開始。2002年まで、最初の連載から数えて足掛け4年間連載が続いた（『週刊少年ジャンプ』において、打ち切り作品の「完全な続編」が再連載されたのは『よろしくメカドック』などの例がある）。最終的には長く続いた再連載も再度の打ち切りという形で終わり、『赤マルジャンプ』2002年春号に完結編となる読切が掲載された。
2007年より文庫本が、2008年よりペーパーバック（コンビニ向けコミックス）が出版されている。
2023年12月、アニメ化決定が発表される。2024年6月22日よりNetflixにて放送開始。
小学生のガウェインがゴルフにのめり込み、最初のライバル・ランスロットと共に世界の強豪たちと競い合い、上達していく話。中盤からは「ギフト」（天才的な才能）という言葉がキーワードになる。
なお、一部登場人物や団体の名前には『アーサー王伝説』に纏わる人物や事柄が付けられている。
- 人物：ガウェイン、ランスロット、トリスタン、パーシバル、マーリン、アーサー、ウーゼル
- 事柄・物：円卓12（リングトゥエルブ）、キャメロット、グラール、アヴァロン

## 登場人物
声優はアニメ版のキャスト。

### キャメロット学院
世界的なゴルフの名門校。生徒には学年とは別にA〜Cクラスまでの格付けがある。Aクラスは外部の公式な大会に出場でき、Bクラスは外部の非公式の大会に出場できるが、最低のCクラスは外部の大会への出場が許されない。また、Cクラスからのランクダウンは退学を意味する。
英国校、米国校、日本校の3つがあり、英国校が最もレベルが高い。過去10回行われたキャメロット杯では英国校が8回（米国校2回、日本校0回）優勝しており、キャメロット杯の開催地は前回の優勝校になるため、そのほとんどが英国校で開催されている。教員の報酬などはキャメロット杯での結果と直結しており、結果を出せていない日本校では他校と比べてかなり低いとのこと。
基本的には大会での優勝経験など数々の受賞歴があることが入学の条件になるようだが、才能を見込まれて入学するケースもある（中には裏口入学や受賞歴を詐称して受験するケースも存在する）。在籍生徒数は英国校が最も多く、日本校が最も少ないが、全校合わせても100人に満たず、入学できるのは受験者全体の1%にも満たない。何歳から入学可能なのかは不明だが、日本校では小学4年生（入学当時）のガウェインが最年少。生徒の国籍は各校とも現地出身者が比較的多いが、世界中から集まっている。

#### 日本校

##### 小等部
ガウェイン・七海（ガウェイン・ななうみ）
声 - 久野美咲
本作の主人公。キャメロット学院日本校に在籍（ランク外→Cクラス）。福島生まれで方言丸出しの底抜けに陽気なハーフ。7月24日生まれ。10歳。小学4年生。あだ名は「プニ助」。飛ばし屋に憧れており、プロ野球選手になってホームラン王になるのが夢だった。偶然、地元に訪れていた女子プロゴルファーの西野霧亜と出会い、野球を遥かに上回る飛距離を出すゴルフに魅せられる。なお、作中にて話される福島弁（岩城弁）は、あらゆる漫画で類を見ないネイティブ具合の高さ（作者の出身地と思われる福島県でも阿武隈高地周辺の話者数がごく限られる方言）ということでこの地域では評判である。
初めてのショットで300ヤード越えという驚異的な飛距離を出し、キャメロット杯ではボールとクラブの真芯に光が見えるようになり、最終的に450ヤード前後という信じられない飛距離を出せるギフト「ライジングインパクト（太陽の光跡）」の開花させる。また、ライジングインパクトを使いつつバックスピンをかけると、着地後にグリーンを抉りながら数バウンドするほどすごい勢いでバックする「爆発（エクスプロージョン）スピン」となる。このため、ある程度はラインを無視してカップを狙うことができる。だがその半面コントロールは悪く、ほぼストレートしか打つことができない。
1ラウンドを最高21アンダーという驚異のスコアで回る天才ゴルファー、ウーゼル・フェニックスとクラブ職人である七海大造の娘、七海笑子との間にできた子。生まれてすぐ母の笑子が亡くなり、父も消息を絶つ。以後祖父の大造の手で育てられた。
キャメロット杯個人戦11Hでパーシバルの打球を頭に受けた際のショックで能力が一時的に覚醒し、スコアを大きくリカバーした。覚醒時には瞳がウーゼルのように光彩を無くし、攻撃的なプレイをするようになる。作中ではこの覚醒状態を「ガウェイン・フェニックス」と呼ぶ。
太陽と善の会話中だけでの描写となったが、グラール戦において1日目と2日目は8アンダー（3日目は下痢で1アンダー）で回っており、本編後半で描かれていたように通常時でもトップクラスのスコアを出せるようにはなっていた様子。しかし、グラール戦の3日目終了後、アルロワとの喧嘩で肋骨を折った状態でなお翌日の最終日にて1ラウンドで20アンダーのスコアを叩き出すなど、体調不良がなければランスロットとほぼ同スコア、初日から完全に覚醒していれば80アンダー前後だった可能性もあることが示唆されていた。
似顔絵が非常に上手で、単行本のおまけ漫画内では母・笑子が画家であったためと説明されている。
数年後には世界ランキング1位のアスリートゴルファーとなる。霧亜と結婚し、一男を儲けている。
『週刊少年チャンピオン』で連載していた『ちぐはぐラバーズ』では、アヴァロン学院所属のバリンというキャラクターの叔父（正確には叔父ではなく従叔父）として登場している。このバリンに福島弁を教えたのはガウェインの模様。
- 平均ドライバー飛距離 440Y
- 平均パット数 1.9
- ベストスコア -20（-8）

リーベル・リングヴォルド
声 - 上村祐翔
キャメロット学院日本校に在籍。誕生日は9月12日。身長176cm。血液型はA型。12歳。日・米・英校の中でもトップクラスの実力の持ち主でAクラス。ガウェインやランスロットらのような特別なギフトは持ってはいないが、不得意クラブ・ショットがこれといってないオールラウンダーであり、実力はランスロットと互角。またボールコントロールが絶妙でさまざまな試合で優秀な成績を残す。環大西洋Jr.杯ではクエスター・フェニックス（米校）に10打差で優勝。キャメロット杯でも5位。温厚でおとなしく、少々頼りない所もあるが、芯は強く、古梨カントリーJr.杯にてライザーを執拗に精神的に追い詰めたと知った六条に激怒し、ゴルフではなく模倣に集中していた六条に微妙な罠を仕掛ける形でスコアを崩させて完全勝利した。
講師であるアリアに淡い思いを抱いており、彼女の前ではいいところを見せようとして力んでしまうという弱点があった。後に同じ日本校のプラタリッサ・ボネールと結婚する。プラタリッサの姉であるスフィーダは、妻姉に当たる。
イギリス出身で、イギリスでは祖母と2人で暮らしていたが、両親の存在については不明。本人曰く一人っ子。
かつて大会で、本来ならワンペナルティになる場面があったが、祖母を喜ばしたいという思いとワンペナルティを報告すれば優勝できないという葛藤の末に報告しなかったことがあった。大会では優勝したものの、報告をしなかったことや祖母を裏切ったことへの自責の念で、自分には勝つ資格が無いと以後はわざと負け続けていた。その後、ガウェインとアリアによって目を覚まさせられ全力でゴルフをするようになった。
ガウェインと髪型など含めて似ており、クェスターからは当初、リーベルとガウェインを兄弟だと思われていた。最終話にて成長したガウェインは背が伸びてハネがない髪型になっていたことで、ほぼ本編中のリーベルそのままの姿になっていた。
- 平均ドライバー飛距離 310Y
- 平均パット数 1.8
- ベストスコア -8

小泉 祐美子（こいずみ ゆみこ）
声 - 本渡楓
キャメロット学院日本校に在籍（Bクラス）。誕生日は3月24日。身長154cm。血液型はO型。11歳。ガウェイン、ランスロットと最初に戦った強敵でアイアンの名手。さらに公式試合の女子Jr.チャンプである。公式試合にはAクラスに上がった時に出場したが、その直後にBクラスに落ちた。出てきた当初は強烈なバックスピンなどでかなり手ごわい相手だったが、その後大幅なレベルアップはせずキャメロット校の中では平均的なキャラクターになった。活発でサバけており、日本校ではかなりお調子者なキャラクターの一人である。ランスロットにぞっこんであったが、ランスロットの何気ない一言から熱が冷める。その後は女子のプロゴルファーになり、パーシバルとは時折ツアーで競い合う仲になっている様子が描かれた。
登場当初はゴルフに対して熱心な性格だったが、次第にゴルフに対する熱意が薄れて言動も軽薄になっていく。クェスターやトリスタンといった男性陣を値踏みしたり、他人の真剣な気持ちを「子供」「勘違い」と表したりといった言動を繰り返すようになる。それをランスロットに苛立ち混じりに指摘される。想い人への愛情を一途に何年も持ち続けて実らせたプラタリッサやブリジットと対照的なキャラクターとなった。
その後、自身の堕落ぶりを自覚して吹っ切り、ゴルフに情熱を燃やし直す姿が描かれていた。
家族は兄が登場しているが、兄への関心は薄いようである。
- 平均ドライバー飛距離 195Y
- 平均パット数 2.1
- ベストスコア -1

ライザー・ホプキンス
声 - 武内駿輔
キャメロット学院日本校に在籍。誕生日は4月22日。血液型はO型。12歳。万年Cクラスの落ちこぼれで、得意クラブはドライバー。ガウェインがキャメロット校に編入したときに最初にからんだ人物で、ドラコン勝負を持ちかけたものの、あえなく敗戦。しかし、これがきっかけでゴルフの楽しさを思い出し、ガウェインと打ち解ける。キャメロット杯の最後の椅子をかけてガウェイン、金園と勝負するが、プレッシャーからイージーパットをはずし、キャメロット杯には行けなかった。その後、Bクラスに上がり、試合に出るもメンタル面の弱さから六条にはめられ、自信を喪失しグラール・キングダムに寝返った。
しかし数年後練習を重ねプロゴルファーになり、ガウェインと互角以上の実力を身につけている様子がうかがえる。
アメリカ出身で、家族は父親が登場している。
- 平均ドライバー飛距離 270Y
- 平均パット数 2.3
- ベストスコア +1

李 王煉（り おうれん）
声 - 竹本英史
キャメロット校日本校に在籍。誕生日は5月30日。血液型はAB型。11歳。得意クラブ、ショットなどは不明。自然の力を読んだり借りたりする、この漫画においてギフトと呼ばれると知覚力はまた異なる、特殊な知覚力を持つプレイヤー。ドライバーのヘッドにチタンではなく、パーシモン（柿の木）を用いる。
主に堅実なパープレーを目指すプレイヤーだが、キャメロット杯個人の部ではランスロットを抑え、トリスタンに次ぐ-13の2位。実はグラール・キングダムのスパイであり、キャメロット校の実力を測っていた。キャメロット杯終了の帰国前にリーベルの荷物に退学届を入れてキャメロット校を辞め、グラール･キングダムへ戻る。後に、キャメロット学院とグラール・キングダムが合併した「アヴァロン学院」の講師（直属の気功師）になる。
中国出身で、英国校の光鈴は姉になる。
- 平均ドライバー飛距離 245Y
- 平均パット数 2.0
- ベストスコア -13

プラタリッサ・ボネール
声 - 内山夕実
キャメロット校日本校に在籍。誕生日は3月3日。血液型はB型。11歳。姉・スフィーダと一緒にキャメロット校英国校を受けたが、プラタリッサだけが不合格だったため、日本校に行くことになった。また、このことがきっかけで姉との仲が悪くなる。渡日する時に「帰宅するためにはキャメロット杯で姉と同じかそれ以上のスコアを出すこと」という条件を両親から与えられたため、日本校では全員を敵視し、無理をして冷徹かつ達観したような態度をとる。キャメロット杯では姉と同じスコアを出すことができなかったが、アイスらの協力もあって和解。その後は本来の明るく穏やかな性格とプレースタイルを取り戻した。古梨カントリーJr.杯では祐美子より良いスコアを出し優勝。
数年後同じ日本校のリーベル・リングヴォルドと結婚する。リーベル以外の男子生徒では王煉を「話しやすい人」と親しみを持っていた。
作中では祐美子がイタリアあたりのお嬢と言っていたが、実際はフィンランド出身。かなりのシスコン。
- 平均ドライバー飛距離 210Y
- 平均パット数 2.3
- ベストスコア -4

##### 中等部
ランスロット・ノーマン
声 - 花守ゆみり
パターの天才。ガウェインの親友でもあり、生涯のライバルでもある優男。誕生日は12月24日。身長173cm。血液型はAB型。13歳。物静かでマイペースな性格。かなりの女顔で、初対面の人間には女性と間違われることも少なくない。パッティングのラインが光り輝いて見えるギフト「シャイニングロード（月の導き）」の持ち主。グリーン上はもとより、最長70ヤードのパットでも1打で沈める。
ガウェインにゴルフの教義を教える。中学に進学した後、自分を倒そうとする気概がない周囲に憤り、キャメロット杯直前にキャメロット学院に編入する。既に選抜試験が終わっていたため、出場権を譲ってほしいと無理を言った結果、ランスロットと同様パターを得意とする黒峰がプライドを賭けて勝負に応じ、パッティング勝負で彼女に勝利し出場権を得る。キャメロット杯の個人戦ではトリスタンの圧倒的なプレイにプライドが砕けるも、覚醒したガウェインに叱咤激励され復活し、途中からながらもトリスタンと互角の勝負を繰り広げる。しかし、最終的な個人戦の結果が振るわなかったため、無理を押して出場した経緯もあり帰国後には他の中等部の生徒との溝を広げる結果となってしまった。
イギリス出身。あまり感情を表に出さない性格だが、姉のカジェリの前では普段から笑顔を見せているらしく、霧亜からシスコン呼ばわりされるも本人はそれの何が悪いのかと開き直っている。
度々姉を見舞ってくれる胡桃にも優しく接しており、可愛く思っている（単行本のおまけページ）。
数年後には大きな課題であったパワー不足も補い、世界ランキング2位の実力者となる。西野胡桃と結婚し、一女をもうける。
- 平均ドライバー飛距離 230Y
- 平均パット数 1.0
- ベストスコア -10

東堂院 戒（とうどういん かい）
声 - 小西克幸
キャメロット日本校を代表するAクラスのプレイヤー。誕生日は8月18日。身長180cm。血液型はA型。15歳。自他ともに厳しい性格で、強面で少々短気だが人情に厚い熱血漢。かなりの努力家だが、低血圧であることから朝のマラソンをサボっており、足腰の弱さを指摘されたこともある。常人とはかけ離れた服のセンスを持っており、劇中でも多くのキャラクターに指摘されている。黒峰とは幼馴染の間柄で、互いに好き合っているが、素直じゃない。
キャメロット杯後、実際に観ていたトリスタンやランスロット、チャールズやパーシバルたちと同様に、ガウェインの幻のスコアを真の実力として認めており、須賀川紅葉との対決にあたってガウェインにあって自分にないものを吸収するために自らラウンドを申し出るなど、キャメロット杯前後で大きく関係が変わった。
55インチの長尺ドライバーを扱い、ギフトは持たないがそれに匹敵する400ヤード以上を飛ばすことができる。キャメロット杯後さらに飛距離を伸ばすが、須賀川との黒峰を賭けたドラコン大会でまさに東堂院の最終兵器と呼ぶべきか長さは80インチ・剛性はトリプルＸシャフトの特別注文品のドライバーを使用し、その時点での作中最大距離446ヤードを記録する。しかし55インチですら負荷が大きく連打はできないにもかかわらず、55インチでの1回目、80インチでの2回目と連続して打ったために腱を切ってしまい、二度とゴルフができない身体になる。その後はクラブ職人になり、黒峰と結婚。一男をもうける。『Ultra Red』では、同姓の柔道選手が登場している。
- 平均ドライバー飛距離 315Y
- 平均パット数 1.7
- ベストスコア -7

黒峰 美花（くろみね みか）
声 - 松井茜
東堂院とは幼馴染の間柄。誕生日は12月5日。血液型はB型。14歳。黒髪ロングで、まるで幽霊のごとく恐ろしい威圧感を放っているが、真面目で芯の強い美人であり、須賀川、金園などから好意を寄せられている。パターの才能に長けており、ランスロットとはまた異なる蛇のようなパッティングラインを見ることができるギフトを持つ。キャメロット杯に出るはずだったが、編入したランスロットとパットの勝負をし、敗退。キャメロット杯の出場権をランスロットに譲る。当初は複数のラインが見えるタイプのギフトであったが、ランスロットとの勝負後、ラインが複数見えるほど迷いがあるということとの指摘を受け、キャメロット杯期間中の特訓により、ランスロットと同様ひとつのラインが見えるように進化していた。
須賀川とは在籍時期が被っていないことから、キャメロット学院には中学から入ったらしい。数年後、東堂院と結婚する。霧亜のファンで、霧亜の毒蛇のような執念深いプレイに共感している。モデルは当時原作者鈴木央のアシスタントをしていた黒峰さん（仮）、現鈴木夫人である。
- 平均ドライバー飛距離 220Y
- 平均パット数 1.2
- ベストスコア -4

ハーシィ・エポア
声 - 佐藤はな
小柄で舌足らずな喋り方をする。30ヤード内のアプローチならチップイン率70%というプレイヤー。アプローチ技術はすごいが、身体が小さいせいか飛距離があまりないため、スコアは±0が最高。格下の相手にはでかい態度をとる。先輩であるはずの荒井に対してもなぜか態度がでかいが、東堂院と黒峰のことは尊敬しており、特に黒峰を強く敬愛している。金の力で入学した金園が許せず、陰でいびっていた。だが、それによって金園にクラブに細工されて出場権を逃してしまい、後に金園の仕業と知ると荒井とともにつるし上げるも、イジメのことをバラされて東堂院と黒峰に一喝されてしまう。これ以降は金園との仲は改善されたが、今度は黒峰の出場権を奪ったのにまともな結果を出せなかったランスロットをともにいびろうとするなど性根は直っていない。作者の次回作である『Ultra Red』では、成長した姿でリポーターとして登場していた。
- 平均ドライバー飛距離 160Y
- 平均パット数 2.4
- ベストスコア ±0

荒井 大地（あらい だいち）
声 - 稲田徹
身体がでかく、ミート率、コントロールはかなりいいが、いまいち特徴のないプレイヤー。第一人称が「わし」など、見た目だけでなく中身もおっさんくさい。それ以外にも大きな体に似合わず卑屈な一面を見せる。ハーシィ同様金園をいびっていた。だが、それによって金園にクラブに細工されて出場権を逃してしまい、後に金園の仕業と知ると彼を殴り飛ばして締め上げようとするが、イジメの件をバラされてそれを正当化しようとしたため東堂院に殴られて一喝される。キャメロット杯後の大会では、当初は意気込んでいたが、ともに出場していた須賀川に委縮してしまい、散々な結果となる。『Ultra Red』では、記者となって登場していた。
- 平均ドライバー飛距離 265Y
- 平均パット数 2.0
- ベストスコア -2

金園 秀美（かなぞの ひでみ）
声 - 徳本恭敏
父がキャメロット校のスポンサーであり、そのコネで入学（所謂、裏口入学）。プロゴルファーになれなかった父の夢を息子に叶えてほしいからと入学させられ、当初はそれに応えようと頑張ったが素質は無かった（ただし、裏口入学とは言えキャメロット学院ではCクラスでのランクダウンは退学を意味するため、卑怯な手を使っていたとしても在籍していられる程度の実力はあるようである）。さらに入学の件を知った荒井とハーシィに脅されて雑用を押し付けられたり暴力を振るわれたりしていた。そのため、相手のクラブに細工したり、改造クラブを使用するなどの卑怯な手を使ってプレイする。しかし、キャメロット杯出場権を賭けたガウェイン・ライザーとの試合でインチキがバレ、さらに荒井とハーシィのクラブに細工したのもバレたことで二人につるし上げを受けるが、そこで今までイジメを受けていたことを東堂院たちにバラし、三人とも東堂院に一喝されたことで少し改心する。数年後はゴルフを辞め、どういうわけかお笑い芸人に転身する。
- 平均ドライバー飛距離 180Y
- 平均パット数 3.0
- ベストスコア ???

##### 教員
アリア・セイフォート
声 - 大原さやか
キャメロット日本校の教員。元女子プロゴルファー。19歳でキャメロットの創始者の一人であるレインと結婚し、一女をもうけるが、のちに離婚。プロ時代はカジェリ・ノーマンとも試合をしたことがあるらしく、彼女の眼の負傷の原因にもなったことが触れられていた。
六条からのリーベルに対するグラール勧誘の一環として、アリアへの想いを消す＝キャメロット校への愛着を無くすため、これらの新聞記事を利用された（リーベル本人は全て知った上で、改めてアリアへの想いを強くする結果となり、勧誘は結果的に失敗した）。
一見すると冷徹そうな印象を受けるが、非常に生徒思いでドルファが生徒たちを侮辱するような発言をした時は激怒した（アニメでは全体的に原作より描写がマイルドになっており、ドルファの言葉も幾分柔らかくなっていたためか、アリアも激怒というほどの反応ではなかった）。
- 平均ドライバー飛距離 255Y
- 平均パット数 1.5
- ベストスコア -8

ドルファ・ベントレー
声 - 内田直哉
キャメロット日本校の教員。髭面で性格の悪そうな中年男性。やたらと自信家だが、日本校の生徒を「英国校にも米国校にも入れなかった落ちこぼれ」とさえ言い、信頼していない上に日本校の教員の給料が低いのに文句を言っている。だが、米国校のティムには「去年のキャメロット杯で日本校の成績が悪かったのはドルファの指導が悪いせいだ」と評されており、指導者としてキャメロット全体で低く評価されているのが解り、上記の発言は己の責任を棚上げした責任転嫁であるのが窺われる。
- 平均ドライバー飛距離 295Y
- 平均パット数 1.8
- ベストスコア -5

片瀬 瞳（かたせ ひとみ）
声 - 飛田展男
元プロゴルファーで、全英オープンに出場経験もある。女性のような名前だが、男性。いずれも5位以内という好成績をとるが、ぎっくり腰を原因にプロを引退。若手育成のため、ゴルフの指導員になり、キャメロット日本校で指導する。一見すると冴えないサラリーマンといった風貌だが、人を見る目は確かで、ワンショット見ただけで相手の苦手としていることや改善点を把握できる。また、前述のような風貌なので当初は生徒たちからはイマイチ信用されていなかったが、傘で打ったゴルフボールを遠くにある空き缶に当てるという離れ業を披露し、一気に信用を得る。
- 平均ドライバー飛距離 260Y
- 平均パット数 1.5
- ベストスコア -9

#### 米国校
クエスター・フェニックス
声 - 梶裕貴
米国校のトッププレイヤーにして、キャメロット杯米国代表の一人。誕生日は10月17日。身長179cm。血液型はA型。14歳。ガウェインと同じ「ライジングインパクト」のギフトを持つが、ガウェインとは若干の違いがある模様。かつて環大西洋Jr.杯でリーベルと対戦した経験があり、その時は10打差で完敗。飛距離では負けなしだったが、キャメロット杯の団体戦でガウェインに飛距離で負け、自信を喪失するもその後ガウェインに叱咤され、復活をとげる。キャメロット杯後、ブリジットから彼女自身のスパイのこと、彼らの身代わりとなってグラール・キングダムに行ったビルフォードのことを聞かされ、対決すべく父・アーサーのもとへ赴き、初めて本当に反抗してみせた。
その後、アーサーの後を継いでグラール・キングダムの指揮をとる。数年後プロゴルファーになり、同校のブリジットとの間に一子をもうけている。ウーゼルとアーサーは兄弟であり、クエスターとガウェインは従兄弟の関係。
『週刊少年チャンピオン』で連載していた『ちぐはぐラバーズ』では、アヴァロン学院の剣道部員として彼の息子「バリン」が登場している。
- 平均ドライバー飛距離 410Y
- 平均バット数 1.8
- ベストスコア -9

ビルフォード・クーパー
声 - 小松史法
Jr.界の重鎮。米国校のトッププレイヤーで、リーダー的存在。誕生日は4月3日。血液型はA型。15歳。キャメロット杯米国代表の一人。アイアンでのアプローチが得意。英国校のトリスタンには一歩及ばないものの、キャメロット全校でもトップクラスの実力を持っている。同校のクエスターのためにグラール・キングダムに編入する。後に「アヴァロン学院」の理事長になる。当初は眼中になかった日本校を見下す言動が目立ったが、団体戦にてガウェインとランスロットの実力に触れて徐々に日本校にも実力があることを認めていき、態度を改めていった。
ブリジットを失い、過去の確執からブリジットがスパイであったことと、それを画策したアーサーに向き合いきれず憔悴し切っていたクエスターのためにグラール・キングダムに赴き、アーサーに対して静かに怒りをぶつけるなど、父性愛の強いタイプでもあり、クエスターから「理想の父親像」と見出されていた。
- 平均ドライバー飛距離 300Y
- 平均パット数 1.5
- ベストスコア -11

ブリジット・バーロウ
声 - 永瀬アンナ
キャメロット杯米国代表の一人。誕生日は6月28日。身長164cm。血液型はB型。14歳。早くに母を亡くし、酒癖の悪い父親と荒んだ生活を送っていた。ゴルフを始める前はスラムのヤンキーだったこともあり、短気で口が悪い。キャメロット杯のため渡英した祐美子とは、ゴルフや異性に対する捉え方の違いもあり、ツアー中常に衝突していた。
クエスターと出会ったのはヤンキーの頃であり、父親との確執が原因で人間不信に陥っていた彼に共感したことで興味を持ち、彼のゴルフ練習場に現れるようになった。何度か一緒に過ごすうち、自身の荒んだ状態に気づいたクエスターからさりげなくも、生前の母親を思い出させる言葉をかけられ涙し、それ以降、クエスターのことを自分の命をかけていいと言い切るまでになっていった（アニメでは上記のシーンをつないだ一瞬の回想シーンのみの描写になっていた）。
その後、どこかの時点でブリジットのクエスターへの想いを知ったアーサーが、キャメロット校のスパイ目的のために、ブリジットのクエスターへの想いを利用してグラール・キングダムへと勧誘。クエスターと一緒にいたいがために受諾し、大会受賞歴を偽装すると共にグラール・キングダムで猛練習を重ね、キャメロット校に入学した。
キャメロット杯後、同じスパイであった王煉や光鈴と共にキャメロット校を退学し、グラールへと戻るが、事情を知ったビルフォードが憔悴し切ったクエスターとブリジットのためにと代わりにグラールに入ることになり、クエスターのもとを訪れて自分がアーサーの所にいることを知りながら来れなかったことへの怒り交じりにそれらの事情もぶちまけた。
その後、アーサーのもとへと向かったクエスターには同行せずスラムに戻り、自暴自棄になり再び自傷行為を繰り返そうになりながらも、母以外で唯一自分を大事にしてくれたクエスターへの想いを捨てきれず思い留まって涙した。
数年後、クエスターと結婚して一子をもうけている。
- 平均ドライバー飛距離 270Y
- 平均パット数1.9
- ベストスコア -6

レイディル・ジャンセン
声 - 宮下栄治
キャメロット杯米国代表の一人。団体戦では、ブリジットと組み、王煉・祐美子組＆光鈴・ライアン組と、個人戦では、グラールのスパイ2人（王煉と光鈴）と一緒の組になった。後に「アヴァロン学院」の講師になる。
- 平均ドライバー飛距離 310Y
- 平均パット数 1.7
- ベストスコア -6

ケイト・ビッカートン
声 - 大森日雅
キャメロット杯米国代表の一人。レイディルと共にランスロットを潰しにかかるが、義憤に燃えるランスロットに返り討ちに遭う。個人戦では、ランスロットとトリスタンと一緒の組になる。他の2人とのあまりの実力の差に怯えてしまうが、トリスタンという人生で初めての強敵に対して調子を崩したランスロットを見かねて助力するようになり、調子を取り戻した彼と打ち解ける。それがきっかけでランスロットに恋心が芽生えた。後に「アヴァロン学院」の講師になる。
- 平均ドライバー飛距離 235
- 平均パット数 1.8
- ベストスコア -5

チャールズ・リビングストン
声 - かぬか光明
キャメロット杯米国代表の一人。通称「チャルデブ」。個人戦では、ガウェインとパーシバルと組んだ。途中、パーシバルが放ったショットが跳ね返り、ガウェインに怪我を負わせてしまった現場を唯一目撃した人物。「ガウェイン・フェニックス」に覚醒した彼のスーパープレイに惚れ込むようになる。後に、ガウェインのキャディーになった。ガウェインの良き理解者。
- 平均ドライバー飛距離 250Y
- 平均パット数 1.9
- ベストスコア -4

ジェームズ・ヒューストン
声 - 白井悠介
キャメロット杯米国代表の一人。色欲の強い少年で、個人戦で組んだスフィーダとプラタリッサの身体を終始いやらしく見ていた。人気投票では0票で最下位という悲惨な結果だった。
- 平均ドライバー飛距離 255Y
- 平均パット数 2
- ベストスコア -3

##### 教員
ティム・ロッシ
声 - 長嶝高士
キャメロット学院の創設者の一人である米国校の教員。明るく陽気な性格で、独身である。
- 平均ドライバー飛距離 295Y
- 平均パット数 1.6
- ベストスコア -7

#### 英国校
トリスタン・リオネス
声 - 江口拓也
キャメロット学院イギリス校に在学。同世代のゴルファーの中でも最強。誕生日は11月5日。身長185cm。血液型はB型。15歳。独特のフォームでアイアンを使うが、アイアンで彼の右に出る者はいない。風を読んだり感じるのではなく見ることができるギフト・「フォーリングスター（風の流星群）」の持ち主。カップまで120ヤードの距離なら確実に1打で決める。キャメロット杯個人戦18Hでは160Yからチップインを決めた。
裕福ではない家庭に育ち、父親は息子をゴルファーに育てるための資金を捻出するためいくつもの仕事をこなしていたが、過労でこの世を去る。それが逆にトリスタンの執念とも言える力の糧となり、世界の頂点に立つためのゴルフを目指す原動力となっていた。そのため周囲からの反感を買っていたが、既に超人的なプレイをするトリスタンの相手にはならず、本人も意に介さずひたすら孤高のゴルフを貫いていた。そこに同じようなギフトを持つガウェインやランスロットと出会い、初めて真剣勝負をすることの楽しみを覚える。
その後、彼らとの関りを通じて視界が少しずつ広まったのか、優勝した際のクラブ授与式では自身がガウェインに対して初めてほぼ敗北していたことを自覚した上で辞退しようとしたり、日本に帰国する前のガウェインを見送りに来て改めて優勝賞品だったクラブを渡そうとしたり、アシュクロフトが原因で破損したクラブを前に涙するパーシバルを見て、同じく父からクラブをプレゼントされた時の自身を重ね合わせ、自身が長く付き合いのある修理屋（父の友人）に預けることを申し出たりするなど、以前より若干柔らかくなった様子がうかがえる。
その後世界相手にあっという間にトッププレイヤーに上り詰めるが、自身と同じ境遇の少女イゾルデを引き取り、イゾルデの幸せのために廃業し、ゴルフ界から去る。ガウェインとランスロットが参加したツアーにイゾルデと共に訪れ、過去のやり取りを思い出しながら観戦するなど、本人なりに彼らを友人と思っていることがうかがえる。
身長185cmの美少年で後に写真を見た善に「映画俳優みたいな人」と評される容姿の持ち主だが、上述の父親を捨てた母親に対する不快感から自身の容姿にコンプレックスを持っている様である。作中で登場した父親とは血の繋がりが無く、彼らの離婚の際に自らの意思で母親と勘当している。
- 平均ドライバー飛距離 260Y
- 平均パット数 1.3
- ベストスコア -15

パーシバル・ロレンス
声 - 雨宮天
キャメロット杯英国代表の一人。誕生日は10月1日。身長128cm。血液型はB型。10歳。ガウェインの良き理解者。団体戦では、トリスタンと組んでいる。個人戦では、ガウェインとチャールズと組み、東堂院の55インチドライバー以上の60インチのドライバーに加え、1回転半のスイングでガウェインを圧倒する。トリスタンのスイングを自分で真似し、実践してみるが、彼には到底敵わない。途中、自分が放ったショットが跳ね返り当たりそうになったその時、ガウェインが庇い額に傷を負わせてしまった。
キャメロット杯の後、グラールのアシュクロフトにスカウトされるが、拒否した際に膝裏に打撲を負ってしまう。後にプロゴルファーになり、度々祐美子と対戦しているらしい様子がうかがえる。
当初は勝気な男の子という設定だったが後に女の子へと変更されており、単行本では初登場シーンが修正されている。
- 平均ドライバー飛距離 400Y
- 平均パット数 1.9
- ベストスコア -5

アイス・カーマイン
声 - 鈴木崚汰
キャメロット杯英国代表の一人。誕生日は5月2日。血液型はO型。14歳。スフィーダに恋心を抱く。団体戦では、スフィーダとペアを組んでいる。個人戦では、ビルフォードと東堂院の実力派と組む。額に大きな傷跡があり、どのような経緯でできたのかは不明。スフィーダと何か関連しているらしい。
- 平均ドライバー飛距離 275Y
- 平均パット数 1.6
- ベストスコア -7

スフィーダ・ボネール
声 - 井上麻里奈
キャメロット杯英国代表の一人。誕生日は7月13日。身長167cm。血液型はAB型。14歳。プラタリッサの実姉。出来の悪い妹ばかりが両親に可愛がられていると思い込み、プラタリッサが日本へ旅立つ直前にその思いが爆発してしまい、以来険悪な仲に。後に和解し、思い出のチョーカーをプラタリッサに託す。アイスには恋心を抱かれており、本人もまんざらではない様子。
- 平均ドライバー飛距離 240Y
- 平均パット数 1.6
- ベストスコア -8

マシュー・ダルシー
声 - 木島隆一
キャメロット杯英国代表の一人。個人戦ではブリジットと祐美子の争いに巻き込まれた上に、10位入賞できなかった。祐美子曰く「ライザーと王煉を足して2で割ったような顔」。後に「アヴァロン学院」の講師になる。
- 平均ドライバー飛距離 270Y
- 平均パット数 1.9
- ベストスコア -6

ライアン・グルーム
声 - 金城大和
キャメロット杯英国代表の一人。トリスタンが入学した際に敵対したが、後に和解。団体戦では、光鈴とペアを組む。個人戦では、クエスターとリーベルの実力派と組む。英国校の中で最もエリート意識が強い人物。後に「アヴァロン学院」の講師になる。
- 平均ドライバー飛距離 285Y
- 平均パット数 1.7
- ベストスコア -7

李 光鈴（り こうりん）
声 - 藤井ゆきよ
キャメロット杯英国代表の一人。誕生日は4月29日。身長160cm。血液型はA型。14歳。王煉の実姉で、弟同様無口で無表情。個人戦ではレイディル、弟の王煉と組んでいた。実はグラール・キングダムのスパイであり、キャメロット校の実力を測っていた。キャメロット杯終了後にキャメロット校を辞め、グラール･キングダムへ戻る。後に「アヴァロン学院」の講師になる。
元は王煉の初期デザインキャラクターである。
- 平均ドライバー飛距離 290Y
- 平均パット数 1.5
- ベストスコア -10

##### 教員
ジェーソン・クレメント
声 - 加藤亮夫
キャメロット学院の創設者の一人である英国校の教員。クールな性格。孤独になっていくトリスタンを見守っていた。
- 平均ドライバー飛距離 365Y
- 平均パット数 1.5
- ベストスコア -13

### グラール・キングダム
六条 若葉（りくじょう わかば）
リーベルやガウェインをスカウトしに来たグラール・キングダムの選手。苦手なクラブがない万能な選手。ランスロットにも引けをとらない女顔の美少年。毒舌家。ライザーとの試合で彼と同じ攻め方をして気持ちを苛立たせ、最後には辛辣な言葉を浴びせて精神的に追い詰め勝利する。この行為に激怒したリーベルに3打差で敗れる。
須賀川同様に読者から非常に嫌われたキャラクターである（作者談）。
- 平均ドライバー飛距離 305Y
- 平均パット数 1.7
- ベストスコア -8

須賀川 紅葉（すかがわ こうよう）
六条といっしょにスカウトにきたグラール・キングダムの選手。ドライバーを片手で打つことができ、これといった短所もない。本人曰くだが唯一トリスタンに勝てるであろう選手である。元はキャメロット日本校の選手で東堂院の先輩にあたる。キャメロット選手時代は、右腕に重傷を負いながらキャメロット杯2位という成績を収める。2年前のキャメロット杯の予選が終わった後、唯一心を開いていた東堂院の言動に失望しヤケ酒をあおり、さらに酔っ払いに右腕を刺され瀕死状態に陥る。そこを偶然黒峰に助けられ、以来彼女を一方的に思い続けていた。黒峰を賭け東堂院とドラコンの勝負をするが、80インチドライバーを使った東堂院の捨て身のショットに負ける。その後は素直に負けを認めてきっぱり黒峰を諦め、ガウェインとも普通に会話するなど軟化した態度を見せていた。
元々、スコアを疑い難癖を付けられていた東堂院をかばって自分だけが厄介者になろうとしたり、その後は自分を慕う東堂院には唯一心を開いて一緒にトレーニングを行うなど、気難しいが根は良い人物だった。仲違いした後もドラコンで80インチドライバーショットを打つ前の東堂院の選手生命を勝負関係なく本気で心配して、クラブ職人に激怒しながら本人を止めようとするところからもそれはうかがえる。
孤児院出身で身寄りがなく、金持ちの養子になったが後継ぎとしてしか見られておらず、常に一番でないと家にいられないため、勉強もスポーツも死に物狂いだった。その後の詳細については不明だが、キャメロット選手時代には既に離縁していたようである。
彼がキャメロット日本校に在籍していた頃からいたのは東堂院、荒井、ライザーの3人だけであることから、日本校の児童・生徒は入学して2年以内の者が大半である模様。
名前自体はコミックスで明かされており、その名前から女性ではないかなどと憶測を生んでいたが、作者によれば実際に登場した際には「筋肉ロン毛でキモイ」と読者から酷評されたそうである。作者からは「描いていて楽しいけど、もう少しさっぱりした性格にすれば良かったかな？」と評されている。
- 平均ドライバー飛距離 400Y
- 平均パット数 1.4
- ベストスコア -13

アシュクロフト・サラゼン
トリスタンやパーシバルをスカウトにきたグラール・キングダムの選手。プレイヤーのフォームやクラブのグリップの握り方・筋肉や骨格の状態などを見切ることができるギフト「プライドスナッチ（誇りの略奪）」の使い手。英国校のポワロとロズウェルとの勝負に勝ち、彼らを拳で容赦なく殴った。その後アプローチ勝負でトリスタンに完敗する。前述のように冷徹な性格だが、幼いシェリアに本を読んであげるなど、優しい一面をみせたことも。後に「アヴァロン学院」の専属の医師となり、そのギフトを活かし整形外科をはじめ医療健康面で生徒たちをサポートする。
- 平均ドライバー飛距離 340Y
- 平均パット数 1.5
- ベストスコア -11

アルロワ・グットルム
須賀川 紅葉と並ぶグラール・キングダムの二大トッププレイヤーであり高い能力を持った選手。トリスタンに対し極めて強いライバル意識を持つ。キャメロットとグラール・キングダムとの試合でトリスタンのスコアを疑い、インチキをしたのではないかと難癖をつけ口論になり、トリスタンを殴ってしまった。このことに怒ったガウェインと、お互い骨折するほどの大喧嘩をした。その後、世界ランキング3位のプロゴルファーになる。
- 平均ドライバー飛距離 345Y
- 平均パット数 1.3
- ベストスコア -14

ロビン・ローズウッド
グラール・キングダムの選手。小柄ながらドライバーで300Y飛ばす。パーシバルに一目惚れする。
読者募集キャラクターであったが、打ち切りが決まってしまったため登場できたのは最終話の前話というタイミングであり、ほとんど顔を見せただけであった。そのことに関しては作者の鈴木もコミックスで投稿者にも「本当にすいませんでした」と謝罪している。
- 平均ドライバー飛距離 325Y
- 平均パット数 1.9
- ベストスコア -5

アーサー・フェニックス
グラール・キングダムの指導者。ウーゼルとは双子で、クエスターの父親。若い頃から世界を飛び回るプロゴルファーだった。子供の頃からどの面においてもウーゼルを超えることができず、彼に強い羨望と劣等感を抱いていた。かつて好意を寄せていた笑子をウーゼルに奪われ、その後身重の笑子を置いて行方をくらましたことで憎しみに拍車がかかり、彼が立ち上げたキャメロットを倒すためグラール・キングダムを興した。胸に腫瘍を患っていたが、手術をせず、選手の指導を続けていた。最期はクエスターにすべてを話し息を引き取った。
過去の因縁からクエスターとキャメロットの講師陣からは嫌悪されており、ガウェインの見舞いに訪れた際にパーシバルからも本当に心配しているようには見えないと見抜かれるなど、登場当初からビルフォードの勧誘近辺までは冷徹で家族を全く顧みない悪人（敵役）として描かれていた（病気についてはここまで全く描写されておらず、ドライバー練習時も苦も無く425Yショットを打っていた）。
その後、上記の過去の経緯が描かれたり、病気を抱えながらもグラール・キングダムの選手たちからは深く敬愛されているといった描写に変わっていった。彼自身もギフト「ライジングインパクト」の持ち主であり、インパクト時の光が雷タイプのもので、クエスターに遺伝した。
- 平均ドライバー飛距離 425Y
- 平均パット数 1.5
- ベストスコア -15

レイン・グレース
キャメロット学院の創設者の一人にして、グラール・キングダム専属の医師。アリアの前夫でもある。

### その他
西野 霧亜（にしの きりあ）
声 - 大地葉
ガウェインにゴルフを教えた女子プロゴルファー。21歳で巳年生まれ。旅行で福島に訪れた際にガウェインと出会い、彼にゴルフを教える。その後ガウェインに本格的にゴルフの指導をするため、東京の自宅に居候させる。得意クラブはドライバー。女子プロ賞金ランキングは10位。
数年後ガウェインと結婚し、一男をもうけている。
- 平均ドライバー飛距離 270Y
- 平均パット数 1.8
- ベストスコア -6

西野 胡桃（にしの くるみ）
声 - 種﨑敦美
霧亜の12歳下の妹で、ガウェインと同い年。ゲーマーでかなりゲームをしているらしい。ランスロットにぞっこんで、常にランスロットのことを考え妄想に浸っている。ややミーハーではあるが、ランスロットへの思いは真剣そのものである。
数年後ランスロットと結婚し、一女をもうける。職業は少女漫画家のようだが、妄想癖は健在のよう。
カジェリ・ノーマン
声 - 桑島法子
ランスロットの姉。弟と同じくパターの天才で「シャイニングロード（月の導き）」の持ち主である。
西野霧亜のライバル（？）。アリアがまだクラブを握っていた時代に、彼女が打ったボールが目に当たって失明寸前のケガをする。後にランスロットの言葉で手術する勇気をもらい手術に成功する。
- 平均ドライバー飛距離 225Y
- 平均パット数 1
- ベストスコア -11

七海 笑子（ななうみ しょうこ）
ガウェインの母親で七海大造の娘。物語開始時点で既に故人。画家であり、名器リング12（13）のデザインを手がけた。ガウェインの絵の上手さと人懐っこい明るい性格は彼女譲り。
ガウェインを産んだ年の夏に亡くなった。
ウーゼル・フェニックス
キャメロット学院の創設者。ガウェインの父親でアーサー・フェニックスの双子の兄。ギフト「ライジングインパクト」の持ち主。
不世出の天才肌で天才ゴルファーだったが、それがアーサーの葛藤を生んだ。キャメロット学院創設後、忽然と姿を消した。
- 平均ドライバー飛距離 450Y
- ベストスコア -21

七海 大造（ななうみ だいぞう）
声 - ふくまつ進紗
ガウェインの祖父で、七海笑子の父親。名ゴルフクラブ職人。アーサーとウーゼルのために名器リング12（13）を作った。笑子が亡くなった後、男手一つで孫のガウェインを育てる。ゴルフをしたいというガウェインを西野霧亜の元へ送り出した。アーサーたちの件についてはいずれ話すつもりだったらしいが、グラール・キングダムとの試合が終結した後ほどなくして死去する。
Jrゴルファーのつぶし屋（仮）
Jrゴルファーたちをドライバーを使って暴行していた犯罪者。ヒヒを模したマスクとトレンチコートという格好をしている。その正体は試合で不正をしたことが原因でゴルフ界を追放された元Jrゴルファーであり、自分の不正を見て見ぬ振りをせずに報告した元友人たちを逆恨みしている。ガウェインとランスロット、裕美子の三人と「負けたら自首する」という条件で勝負を行い、彼らに不正を行わせる目的で様々な工作をするも、ガウェインの強い信念に負けを認める。上記の過去と元友人たちに対する主張を聞いたランスロットに「ゴルフをする資格が無い人間」と評される。ヒヒのマスクはガウェインが拾い、いたずらで使用している。

### 未来編
3人とも『赤マルジャンプ』2002年春号のみに登場する。
七海 太陽（ななうみ たいよう）
ガウェインと霧亜の息子。小さい時のガウェインそっくりだが、性格はより子供っぽく、髪は黒色で東北弁も喋らない。
国語が得意なガウェインとは違い、国語が苦手なようでよく言葉を間違えている。ベリーにホの字。
飛距離は同年代ではトップクラスだったもののギフト自体には目覚めていなかったが、小田切プロとの戦いで自身のクラブだけでなくベリーと善のクラブまで無意味に折られたために激怒したことがきっかけで、ショットとそれを打つクラブに対する集中力が飛躍的に高まり、ギフト「ライジングインパクト」のきっかけを見出し、ブレが一切ない初期のガウェイン以上の350Y近いドライバーショットを打った後も、小田切プロのプレッシャーを意に介さず完璧なアプローチショットを放つなどして完勝した。ベリーとはいとこである。
ベリー・ノーマン
ランスロットと胡桃の娘。髪はランスロット、顔立ちは胡桃に似ている。胡桃と同じ性格であり、小田切（息子）の悪戯から救ってくれた善に一目惚れした。ラブコールを送っている太陽には興味がない様子。父譲りのギフト「シャイニングロード」とパッティングのセンスを持つがプレッシャーには弱い。太陽とはいとこになる。
東堂院 善（とうどういん ぜん）
戒と美花の息子。ジュニア大会全国1位の実力で、2歳年下の太陽には一度も負けていない。
顔は美花そっくりだが性格は戒と類似。目上の人には礼儀正しいが、太陽の前ではタメ口で喋る。
父親はドライバーショット、母親がパッティングが得意だったが、本人はオールラウンダーながらアイアンが一番得意クラブのようである。

## 書誌情報
- 鈴木央 『ライジングインパクト』 集英社〈ジャンプ・コミックス〉、全17巻
  1. 「夢との出逢い」1999年5月5日初版発行、ISBN 4-08-872716-9
  2. 「交錯思念」1999年6月8日初版発行、ISBN 4-08-872731-2
  3. 「炎の幕開け」1999年12月7日初版発行、ISBN 4-08-872804-1
  4. 「太陽の光跡 月の導き」2000年2月7日初版発行、ISBN 4-08-872827-0
  5. 「接戦!! プレーオフ!!」2000年4月9日初版発行、ISBN 4-08-872850-5
  6. 「決戦の地へ…!!」2000年6月7日初版発行、ISBN 4-08-872874-2
  7. 「衝突」2000年8月9日初版発行、ISBN 4-08-872895-5
  8. 「必然の覚醒」2000年10月9日初版発行、ISBN 4-08-873023-2
  9. 「二人のアルバトロス」2000年12月9日初版発行、ISBN 4-08-873048-8
  10. 「支配者」2001年3月7日初版発行、ISBN 4-08-873088-7
  11. 「近づく運命」2001年5月6日初版発行、ISBN 4-08-873111-5
  12. 「恐るべき少年」2001年8月8日初版発行、ISBN 4-08-873145-X
  13. 「燃え尽きる太陽」2001年10月9日初版発行、ISBN 4-08-873171-9
  14. 「忍び寄る影」2002年2月9日初版発行、ISBN 4-08-873221-9
  15. 「とまどう羊たち」2002年4月9日初版発行、ISBN 4-08-873251-0
  16. 「揺れ動く感情」2002年6月9日初版発行、ISBN 4-08-873273-1
  17. 「さめない夢」2002年8月7日初版発行、ISBN 4-08-873296-0
- 鈴木央 『新装版 ライジングインパクト』 集英社〈愛蔵版コミックス〉、全8巻
  1. 2024年5月2日発売[3]、ISBN 978-4-08-792610-1
  2. 2024年5月2日発売[3]、ISBN 978-4-08-792611-8
  3. 2024年6月4日発売、ISBN 978-4-08-792612-5
  4. 2024年6月4日発売、ISBN 978-4-08-792613-2
  5. 2024年7月4日発売、ISBN 978-4-08-792614-9
  6. 2024年7月4日発売、ISBN 978-4-08-792615-6
  7. 2024年8月2日発売、ISBN 978-4-08-792616-3
  8. 2024年8月2日発売、ISBN 978-4-08-792617-0

## Webアニメ
Netflixにて2024年6月22日よりシーズン1が配信開始。同年8月6日よりシーズン2が配信予定。

### スタッフ
- 原作 - 鈴木央[1]
- 監督 - 難波日登志[1]
- 脚本 - 土屋理敬[1]
- キャラクターデザイン - 押山清高[1]
- 音楽 - 横山克[1]
- アニメーション制作 - Lay-duce[1]

### 主題歌
「gifted」
BLUE ENCOUNTによるオープニングテーマ。